# Klein-Tajmyr
Klein-Tajmyr of (Russisch) Maly Tajmyr (Russisch: Малый Таймыр) is een Russisch eiland in de Laptevzee, aan zuidoostzijde van de archipel Noordland (Severnaja Zemlja), ten noordoosten van het gelijknamige Noord-Siberische schiereiland Tajmyr. Het behoort bestuurlijk gezien tot de kraj Krasnojarsk en vormt onderdeel van zapovednik Bolsjoj Arktitsjeski, het grootste natuurreservaat van Rusland. Het eiland is vernoemd naar het eerder genoemde schiereiland. Vlak ten noordwesten (ongeveer 4 mijl) ligt het eiland Starokadomski en direct ten noorden van de kust liggen de eilandjes Oktjabrenok (Октябренок) en Izmentsjivy (Изменчивый).

## Geografie
Het eiland heeft een oppervlakte van 232 km² (iets groter dan Texel) en ligt aan noordzijde van de zeestraat Vilkitski. Het is een heuvelachtig eiland dat sterk is ingesneden door valleien en langzaam oploopt naar het zuiden, tot een hoogte van 31 meter. De noordkust is laag en sterker ingesneden door bochten dan de zuidkust. De belangrijkste bochten hier zijn de geleidelijk verlopende Otkrytajabocht aan noordwestzijde en de diep ingesneden Petsjerinabocht aan midnoordzijde. De noordelijke kust vormt een opeenvolging van kliffen met een hoogte van 5 tot 15 meter. Deze kliffen bestaan uit zandsteen met permafrost eronder en ze ondergaan sterke verwoestende natuurkrachten, waardoor ze langzaam afbrokkelen. De bodem van het eiland bestaat uit een mengeling van fluvioglaciale en marine afzettingen (zand- en leemgronden). Klein-Tajmyr is bedekt met toendravegetatie (mossen en korstmossen).
Het eiland en haar omgeving zijn het grootste deel van het jaar bedekt met pakijs en ook in de korte zomer (tussen juni en september) komen er nog vele ijsschotsen voor.

## Geschiedenis
Het eiland werd in 1913 ontdekt door Boris Vilkitski, die het Tsarevitsj Aleksej (of kortweg Aleksej) noemde, naar tsarevitsj Aleksej (de archipel werd naar zijn vader vernoemd). In 1917 lieten de bolsjewieken het hernoemen tot Klein-Tajmyr. In 2005 werd een voorstel ingediend bij de kraj om de oude naam te herstellen, evenals de oude naam van de archipel (Nicolaas II-land), hetgeen in 2007 werd geblokkeerd door de Raad van Afgevaardigden van de kraj Krasnojarsk.
Op 5 augustus 1943 werd poolstation Maly Tajmyr opgezet op Kaap Oglobina aan zuidwestzijde van het eiland voor de navigatie op de Noordelijke Zeeroute. Op 1 april 1994 werd het wegens het verdwijnen van de scheepvaart tussen Doedinka en Pevek en wegens geldgebrek (perestrojka) gesloten.